# 数学コーチャー
数学コーチャー（すうがくコーチャー）とは、財団法人日本数学検定協会が実施する定められた級の実用数学技能検定（数検）を一次、二次ともに合格し、同協会が定める研修を受け、一定の水準に達したものに対して、同協会の顕彰評価委員会から授与される資格である。有効期限は5年間。2006年に数学コーチャーの資格を与えられた人々を初代コーチャーと呼ぶ。
この資格には、プロA級ライセンス (Pro-A) と、プロB級ライセンス (Pro-B) の2種類がある。取得および更新には、Pro-Aでは10万円（受講料7万円・登録料3万円）、Pro-Bには5万円（受講料4万円・登録料1万円）がかかる。
この数学コーチャー制度は、数学の生涯学習の発展に寄与するために定められた。